# Margot la folle
 (août 2022).
Si vous disposez d'ouvrages ou d'articles de référence ou si vous connaissez des sites web de qualité traitant du thème abordé ici, merci de compléter l'article en donnant les références utiles à sa vérifiabilité et en les liant à la section « Notes et références ».
Pour les articles homonymes, voir Dulle Griet.
Margot la folle ou Dulle Griet, est une huile sur panneau de chêne (115 × 161 cm)  de Pieter Brueghel l'Ancien, inspirée de Margot la Folle (en néerlandais : Dulle Griet), personnage du folklore gantois. Elle date de 1563.
Cette œuvre fait partie des collections du Musée Mayer van den Bergh à Anvers, fondé par Henriette van den Bergh pour abriter la collection de son fils Fritz Mayer van den Bergh (en). Il est le seul musée des Flandres à posséder des œuvres de Pieter Brueghel l’Ancien. Contrairement à de nombreuses  autres œuvres du peintre, il n’en existe aucune copie.
David Teniers le Jeune a peint sur un sujet identique à celui  de Pieter Brueghel l'Ancien en 1640.

## Histoire
Longtemps la signature et la date de ce tableau n'étaient pas lisibles mais à la restauration la plus récente la date a été découverte : 1563. Des similarités sur le plan de la composition et du style avec les œuvres La Chute des anges rebelles et Le Triomphe de la Mort (qui datent de 1562) incitent à penser que la peinture aurait  été destinée à faire partie d'une série.

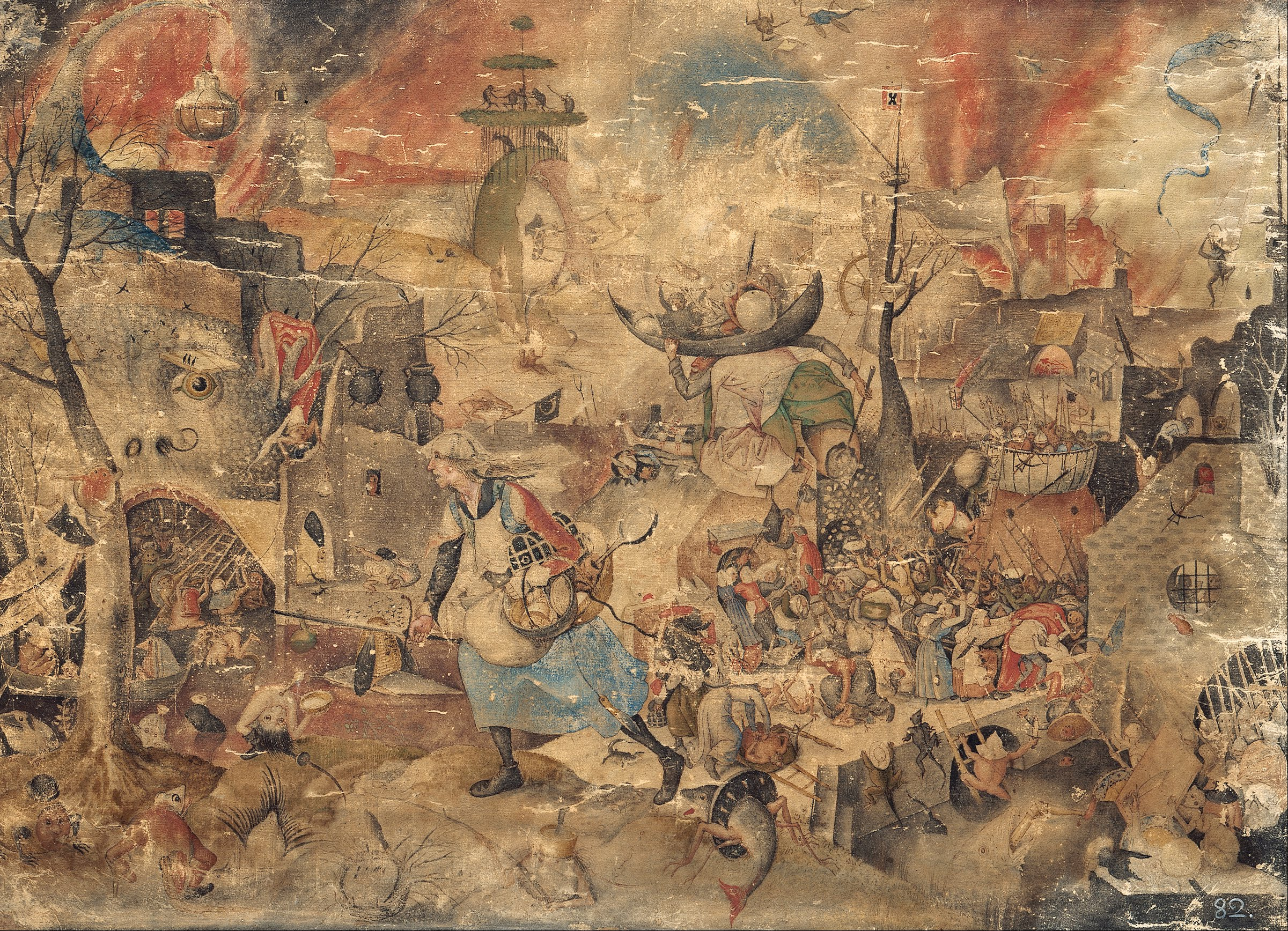
Crayon, encre et gouache sur journal de Pierre Brueghel l'Ancien daté de 1561 au Museum Kunstpalast à Düsseldorf

Le premier biographe de Pieter Brueghel l’Ancien, Karel van Mander, décrit l’œuvre en 1604 comme une peinture avec Dulle Griet qui pille devant la bouche de l'Enfer.
Cette œuvre a fait partie des collections de Rodolphe II (empereur des Romains).
Elle a ensuite été emportée comme butin par les troupes suédoises en 1648 puis est réapparue à  Stockholm en 1800.
Le collectionneur d'art  Fritz  Mayer van den  Bergh l'a découvert en 1897 à une vente aux enchères à Cologne où il l'a achetée pour une somme modeste, découvrant quelques jours plus tard l'identité de l'auteur de l’œuvre.

## Description et style du tableau
Margot la folle (Dulle Griet) doit beaucoup à Jérôme Bosch.
La peinture montre une paysanne, Margot la Folle, qui est à la tête d'une armée de femmes en route pour piller l'Enfer. Autour d'elle, les scènes de destruction dominent le paysage. L'attaque a été probablement menée par elle. La couleur dominante du tableau est le rouge des flammes.

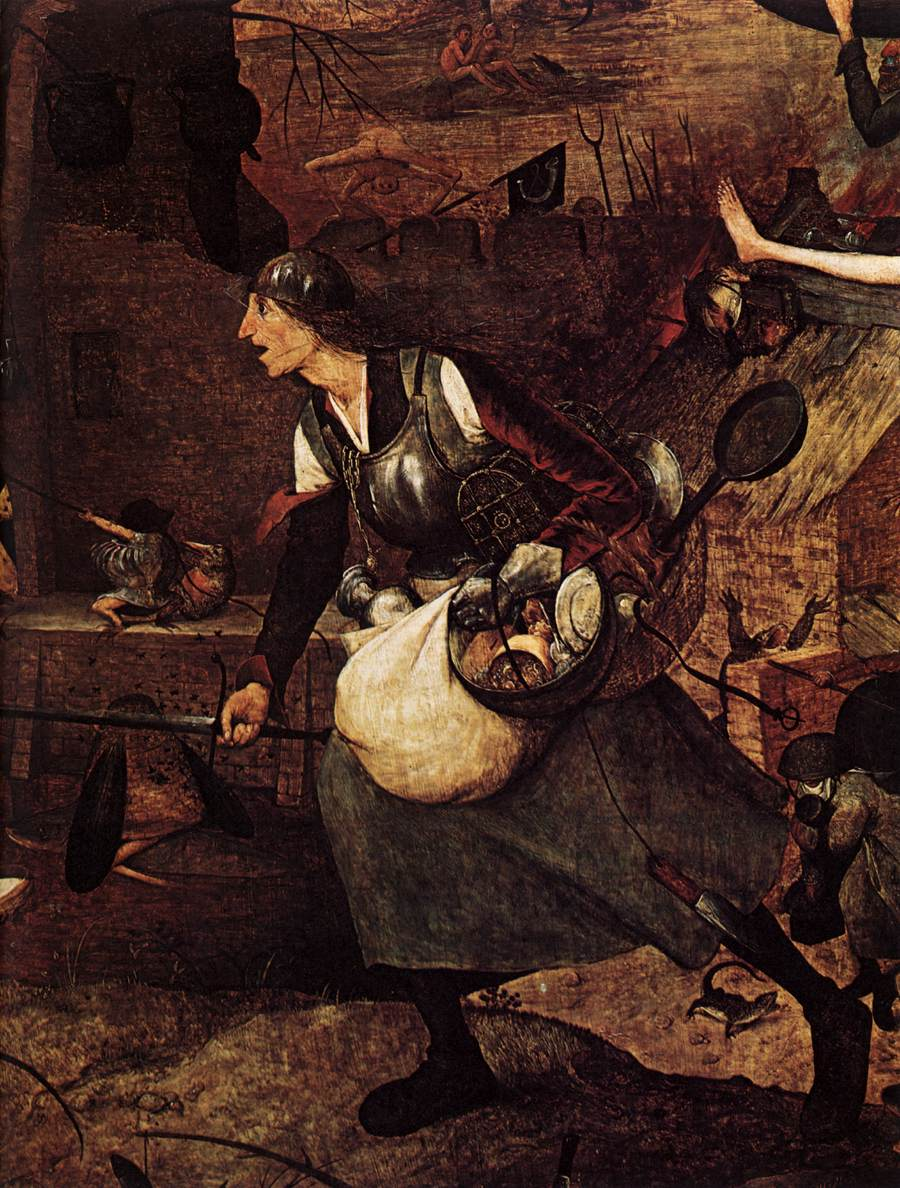
Détail du tableau

Alors que ses compagnons d'armes féminines vandalisent une maison, Margot la Folle s'avance vers la bouche de l'Enfer au milieu d'un paysage peuplé de monstres tout droit sortis de l'univers de Jérôme Bosch. Ces derniers représentent les péchés qui sont punis.
Margot la Folle est vêtue d'une armure (un plastron, un gant et une cape en métal). Cette femme cuirassée et armée s'élance en avant ; elle tient des couverts et un coffret à la main. Margot la Folle a aussi un couteau qui pend du côté gauche tandis que sur le côté droit elle porte une épée qui peut faire allusion au dicton : « Il pouvait aller en enfer avec une épée dans sa main ».
Son costume militaire est parodié par un monstre posté derrière elle, portant un casque, et qui lève un pont-levis.
Un livre de proverbes publié à Anvers en  1568 contient un dicton qui est proche dans son esprit de la peinture de Pieter Brueghel l'Ancien : « Une femme seule fait du boucan, deux femmes causent beaucoup de difficultés, trois femmes se rassemblent uniquement pour faire du commerce pour un marché annuel, quatre femmes mènent à la dispute, cinq femmes forment une armée et pour lutter contre six femmes Satan n'a pas lui-même une arme pour les combattre. »

## Interprétation du tableau
Cette œuvre est une des peintures les plus complexes à interpréter. En effet, il est difficile d'identifier chaque personnage, chaque créature monstrueuse et chaque objet ayant un symbole magique et un lien avec l'alchimie.
Cette peinture présentant un paysage apocalyptique et incendiaire est aussi mystérieuse pour l'interprétation de la scène infernale qui a une signification indéniablement profonde avec une vision pessimiste.

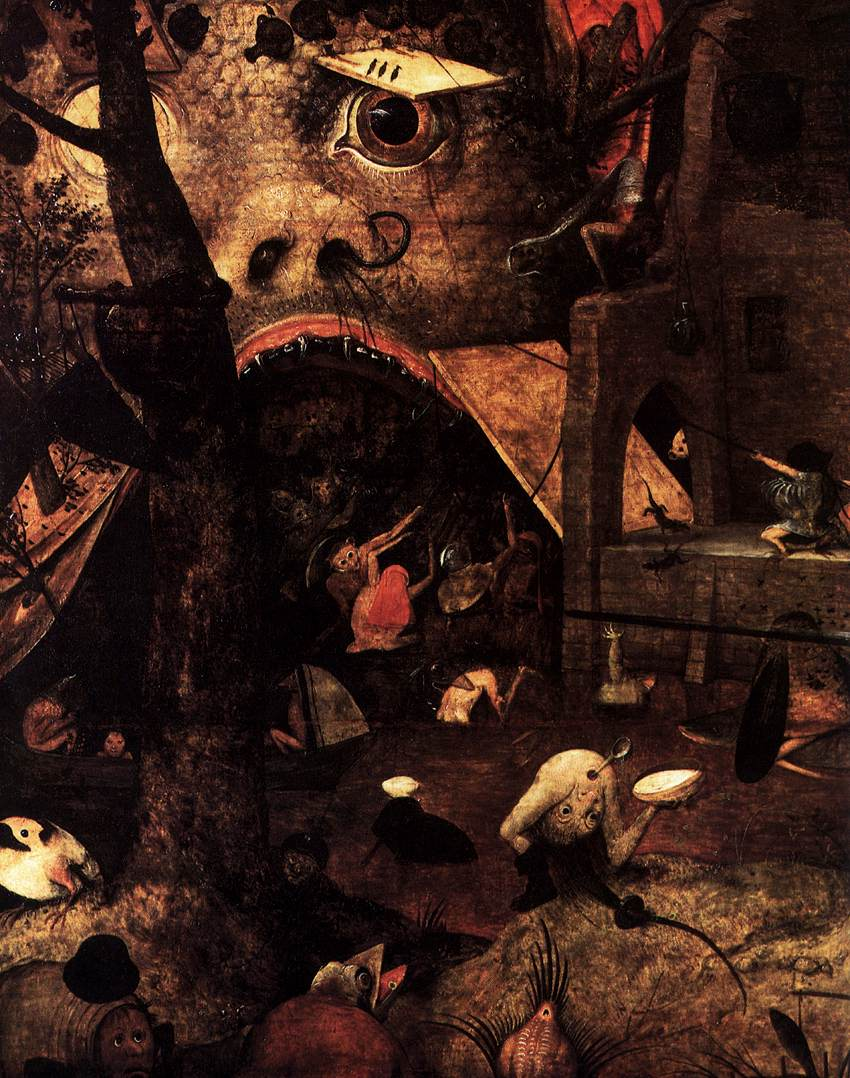
La bouche anthropomorphique de l'Enfer entourée de monstres

Bruegel se moque de l'agressivité et du bruit des femmes. Simultanément, il critique sévèrement le péché de convoitise. Bien que pourvues à satiété de possessions, Dulle Griet et ses compagnes sont décidées à prendre d'assaut la bouche de l'enfer dans leur quête insatiable.
Un personnage clé est le géant au centre du tableau. Il porte avec son bras gauche sur son dos un bateau avec une sphère. Il a aussi dans sa main droite une louche en fer qui reverse la monnaie depuis son derrière en forme de coquille d'œuf brisée. Ce géant semble avoir une personnalité aux antipodes de celle de Dulle Griet. Il jette indifféremment à la foule les richesses tandis que Dulle Griet recueille avec avidité les biens volés. Le peintre a pu vouloir montrer l'inutilité d'accumuler les richesses.

## Le personnage Margot la Folle
Griet était un nom désobligeant adressé à une femme de mauvaise humeur ou à une harpie. L'action du tableau fait peut-être référence au proverbe flamand : « Elle pouvait aller piller l'enfer et en revenir saine et sauve ».
Margot la Folle est une personnalité du folklore flamand personnifiant l'avarice. Elle est aussi synonyme de la « marque de l’enfer » dans les farces de l’époque de Pieter Brueghel l'Ancien.
Certains[Qui ?] pensent qu'elle est peut-être aussi une transformation populaire de Marguerite d'Antioche qui a réussi à vaincre le démon.
Le personnage de Margot la folle a été utilisé dans d'autres domaines artistiques :
- Ainsi, elle est l'héroïne de l'un des albums Bob et Bobette, nommé Margot la Folle, numéroté 56 en noir et blanc et 78 en couleur.
- Elle apparait aussi comme un personnage mineur dans la pièce de théâtre Top Girls (1982) écrite  par Caryl Churchill où elle relate son invasion de l'enfer.